# Ea Ô
Ea Ô là một xã thuộc tỉnh Đắk Lắk, Việt Nam.
Xã Ea Ô có diện tích 51,68 km², dân số năm 2005 là 10.993 người, mật độ dân số đạt 213 người/km².

## Lịch sử
Năm 1993, thành lập xã Ea Ô trên cơ sở một phần diện tích và dân số của xã Ea Păl.
Ngày 23 tháng 3 năm 2005, Chính phủ ban hành Nghị định số 40/2005/NĐ-CP về việc thành lập xã Cư Elang trên cơ sở 8.024 ha diện tích tự nhiên và 4.315 nhân khẩu của xã Ea Ô.
Sau khi điều chỉnh địa giới hành chính thành lập xã Cư Elang, xã Ea Ô còn lại 5.168 ha diện tích tự nhiên và 10.993 nhân khẩu.